# توماس آیزنر
توماس آیزنر (به انگلیسی: Thomas Eisner) (زاده ۲۵ ژوئن ۱۹۲۹ - درگذشته ۲۵ مارس ۲۰۱۱) حشره‌شناس و بوم‌شناس آمریکایی-آلمانی و مشهور به «پدر بوم‌شناسی شیمیایی» است. وی حائز کرسی استادی ژاکوب گولد شورمان در گروه بوم‌شناسی شیمیایی دانشگاه کرنل و رئیس پژوهشگاه بوم‌شناسی دانشگاه کرنل (CIRCE) بود. آیزنر در بخش‌هایی نظیر رفتارشناسی جانوران، بوم‌شناسی و تکامل زیستی دارای اعتباری جهانی است و به همراه جرولد ماینوالد (یکی دیگر از اعضای هیئت علمی دانشگاه کرنل) به عنوان پیشتازان علم بوم‌شناسی شیمیایی به‌شمار می‌روند (بوم‌شناسی شیمیایی علمی است بین‌رشته‌ای که به بررسی برهم‌کنش‌های ارگان‌ها می‌پردازد). هم‌چنین آیزنر سابقه تألیف بیش از ۴۰۰ مقاله علمی و هفت کتاب را به عنوان مؤلف اصلی یا همکار در کارنامه خود جای داده‌است.

## زندگی شخصی
توماس آیزنر در ۲۵ ژوئن سال ۱۹۲۹ در شهر برلین آلمان به دنیا آمد. پدرش، هانز آیزنر، شیمیدانی یهودی و همکار فریتس هابر در پژوهشگاه الکتروشیمی قیصر ویلهلم در برلین بود. مادر توماس، مارگارت هِیل-آیزنر، هنرمند بود. به جهت فرار از دست دولت نازی آلمان، خانواده آیزنر به شهر بارسلون اسپانیا نقل مکان کردند، ولی در پی وقوع جنگ‌های داخلی در اسپانیا، در نهایت رهسپار اوروگوئه شدند. در سال ۱۹۴۷ توماس آیزنر وارد ایالات متحده شد.
پس از اخذ تبعیت آمریکایی، توماس آیزنر برای ادامه تحصیل در مقطع کارشناسی در دانشگاه کرنل اقدام کرد، ولی درخواست وی رد شد. وی مدارک تحصیلی کارشناسی و دکترای خود را از دانشگاه هاروارد اخذ کرد و در سال ۱۹۵۷ به عنوان عضو هیئت علمی در رشته رفتارشناسی جانوران، به استخدام دانشگاه کرنل درآمد. وی با ماریا آیزنر (یکی از اعضای آزمایشگاه تحقیقاتی خود) ازدواج کرد. در سال ۱۹۶۴ و در نتیجه پیگیری‌های آیزنر، گروه بیولوژی اعصاب و رفتار شکل گرفت و آیزنر تا پایان عمر خود در آن‌جا مشغول به کار شد.
افزون بر کارهای علمی، آیزنر عکاس و فیلم‌بردار خوش‌ذوق و طبیعت‌گرایی نیز بود؛ فیلم مشهور وی با نام «سلاح‌های پنهان» در جشنواره فیلم نیویورک برنده جایزه اصلی شد و عنوان بهترین فیلم علمی را از سوی انجمن علمی بریتانیا ازان خود کرد. هم‌چنین آیزنر علاقه زیادی به نواختن پیانو داشت و گه‌گاه رهبری ارکستر را نیز انجام می‌داد. در نهایت آیزنر در ۲۵ مارس ۲۰۱۱ و بر اثر بیماری پارکینسون چهره در نقاب خاک فرو کشید.

## فعالیت‌ها

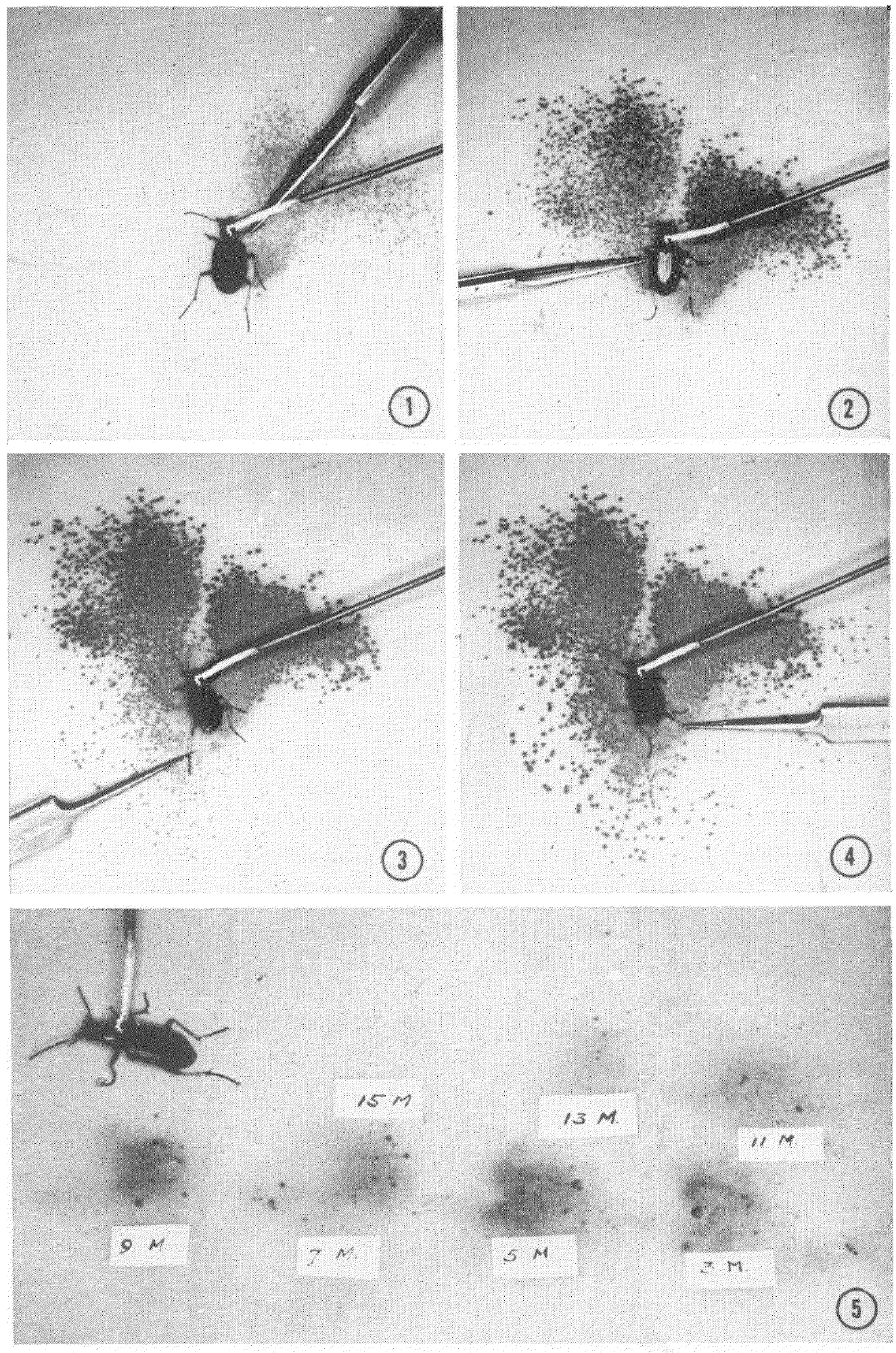
بخشی از پژوهش‌های آیزنر و همکاران او پیرامون افشانه‌های دفاعی ترشح شونده از گونه‌ای سوسک به نام «کلانیوس». همان‌طور که مشخص است، کاغذ بر اثر ترحشات این حشره به رنگ تیره درآمده‌است.

بخش عمده کارهای آیزنر در زمینه بوم‌شناسی شیمیایی صورت گرفت. نخستین مطالعات وی مربوط به بررسی مکانیزم‌های دفاعی حشرات در برابر شکارچیان بود. شماری از مشهورترین کارهای علمی او بر اثر تحقیقات بر روی سوسک بمب افکن به نتیجه رسیده‌اند؛ به عنوان یکی از مشهورترین کارهای آیزنر می‌توان به کشف مکانیزم واکنش شیمیایی و تولید مایعی جوشان برای شلیک به سوی دشمنان از طریق غدد روی شکم سوسک بمب افکن اشاره کرد.
به عنوان یک زیست‌شناس کارکشته که سابقه حضور در چهار قاره جهان را دارد، آیزنر از جمله فعالان و طرفداران حفظ منابع طبیعی به‌شمار می‌رفت. هم‌چنین وی سرپرستی انجمن ملی آئودوبان، نهاد علمی-ملی حفظ منابع طبیعی و شورای منابع جهانی را بر عهده داشت. آیزنر رئیس سابق انجمن طبیع‌گرایی آمریکا و عضو بخش زیست‌شناسی انجمن پیشبرد علوم آمریکا بود. او نقشی کلیدی در آغاز برنامه کنگره‌ای در واشینگتن دی.سی. ایفا کرد و تلاش‌های وی برای ثبت بخش‌هایی از ایالات فلوریدا و تگزاس به عنوان مناطق حفاظت شده مثال‌زدنی است.
از دیگر مراکزی که آیزنر در آن‌ها عضویت داشت می‌توان به آکادمی ملی علوم، فرهنگستان هنر و علوم آمریکا و مجمع فیلسوفان آمریکا اشاره کرد. آیزنر در طی عمر خود افتخارات فراوانی را کسب کرد؛ نشان ملی علوم در سال ۱۹۹۴، جایزه تایلر برای حفاظت از محیط زیست، مدال یادبود صدساله دانشگاه هاروارد و جایزه نویسندگی علمی لوویس توماس از جمله آن‌هاست. هم‌چنین از سوی شماری از دانشگاه‌های سوئد، آلمان، سوئیس و ایالات متحده مدارک علمیِ افتخاری متعددی به وی اعطا شده‌است. فارغ از تمامی افتخارات، آیزنر از اعضای فرهنگستان ملی لئوپولدینای آلمان و فرهنگستان اروپا نیز به‌شمار می‌رفت.
در سال ۲۰۰۸ از سوی آکادمی ملی علوم جایزه جان جِی. کارتی به آیزنر اهدا شد.